# Eberhard Siebert
Eberhard Siebert (* 1937 in Memel) ist ein deutscher Bibliothekar und Heinrich-von-Kleist-Forscher.

## Leben und Wirken
Eberhard Siebert studierte deutsche und lateinische Philologie in Kiel und Marburg und schloss sein Studium mit der Promotion ab. Von 1974 bis 2002 war er Fachreferent für Germanistik an der Staatsbibliothek zu Berlin. 1977 kuratierte er die Kleist-Ausstellung der Staatsbibliothek und der Heinrich-von-Kleist-Gesellschaft im Charlottenburger Schloss. 1980 gab er dazu als Insel-Taschenbuch Nr. 371 den Band „Heinrich von Kleist – Leben und Werk im Bild“ heraus und verdoppelte die Zahl der dort mitgeteilten Abbildungen auf 500 in seinem Standardwerk „Heinrich von Kleist – eine Bildbiographie“, das vom Kleist-Archiv Sembdner, Heilbronn, herausgegeben und in zahlreichen Besprechungen gewürdigt wurde.
Daneben entstanden zahlreiche Aufsätze zu biographischen und werkgeschichtlichen Problemen bei Kleist, die gesammelt unter dem Titel „Kleistiana collecta“ 2011 erschienen sind.

## Veröffentlichungen (Auswahl)
- Zum Verhältnis von Erbgut und Lehngut im Wortschatz Otfrids von Weissenburg. Fink Verlag, München 1971. (Zugl.: Marburg/Lahn, Diss., 1968.)
- Heinrich von Kleist – Leben und Werk im Bild. Insel Verlag, 1980. (Insel Taschenbuch Nr. 371)
- Heinrich von Kleist – eine Bildbiographie. Kleist-Archiv Sembdner, Heilbronn 2009, ISBN 978-3-940494-14-6. (Studienausgabe 2011, ISBN 978-3-940494-32-0)
- Kleistiana collecta. Aufsätze 1977–2011. Kleist-Archiv Sembdner, Heilbronn 2011
- War Heinrich von Kleist als Industriespion in Würzburg? In: Jahrbuch Preußischer Kulturbesitz 22, 1985, S. 185–206
- Zwei unbekannte Quellen zur Geschichte des Kleist-Grabes am Kleinen Wannsee. In: Jahrbuch Preußischer Kulturbesitz 24, 1987, S. 195–199
- Kleist in Ebrach. Oder: wo stand das Kloster der heiligen Cäcilie? In: Jahrbuch Preußischer Kulturbesitz 26, 1989, S. 135–148
- Kleist und Mozart. In: Peter Jörg Becker – Eva Bliembach Bliembach u. a. (Hg.),  Scrinium Berolinense. Tilo Brandis zum 65. Geburtstag. Wiesbaden 2000 (Beiträge aus der Staatsbibliothek zu Berlin – Preussischer Kulturbesitz, 10), S. 674–681
- Martin Sperlich. Wannseeparzelle. In: Kleist-Jahrbuch 2007, S. 326–329 (Online-Version)
- Eine unbekannte Stellungnahme zum Tode Heinrich von Kleists und Henriette Vogels. In: Heilbronner Kleist-Blätter 20, 2008, S. 176–181
- Neues zu Kleists Geburtstag. In: Heilbronner Kleist-Blätter 20, 2008, S. 163–166
- Kleist-Grab oder nur Kleist-Gedenkstätte. Eine notwendige Klarstellung. In: Heilbronner Kleist-Blätter 21, 2009, S. 202–204
- Das Kleist-Grab am Kleinen Wannsee. "… er suchte hier den Tod, und fand Unsterblichkeit". In: Heinrich von Kleist in Brandenburg und Berlin. Der arme Kauz aus Frankfurt (Oder) 78 (2010), S. 36–40.